# راشد بن ماجد المعلا
راشد بن ماجد المعلا هو مؤسس بيت المعلا، الأسرة الحاكمة حاليا في إمارة أم القيوين، وأول حاكم معروف لـ قبيلة آل علي لأم القيوين، بنى الشيخ راشد قلعة أم القيوين في المدينة عام 1768، التي تحولت اليوم لمتحف أم القيوين. وبنى الحصن وبرج المراقبة الخاص به بعد انتقال قبيلة آل علي من جزيرة سينية إلى البر الرئيسي بعد استنفاد إمدادات المياه في الجزيرة.

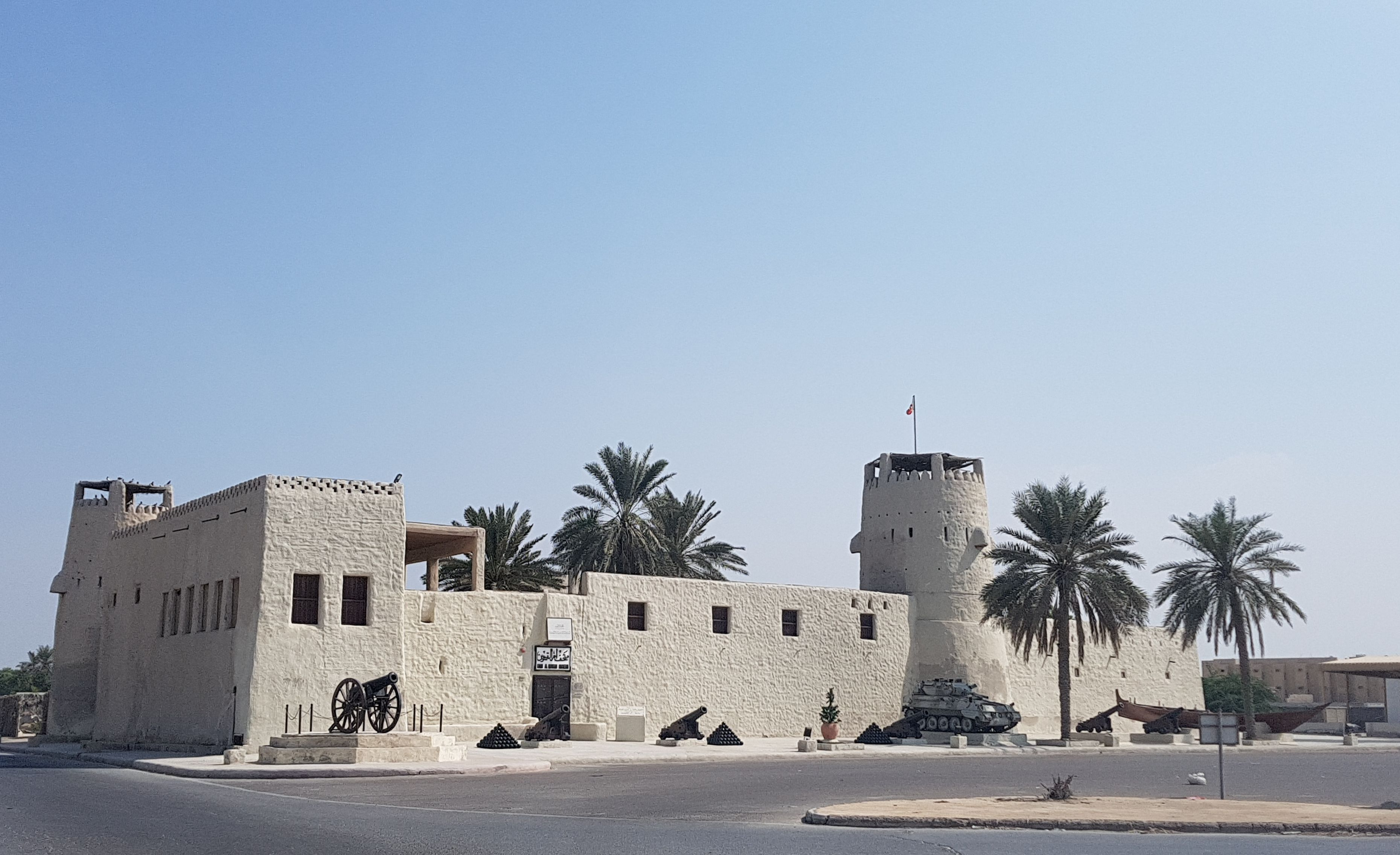
حصن أم القيوين اليوم

التاريخ الدقيق لحكم راشد بن ماجد غير معروف، لكن بحلول عام 1820 خلفه ابنه عبد الله بن راشد المعلا، الذي كان أول شيخ من أم القيوين يدخل في معاهدة العلاقات مع البريطانيين.